# Campeonato Panamericano de Balonmano Masculino Junior de 2009
El VIII Campeonato Panamericano de Balonmano Masculino Junior de 2009 se disputó entre el 14 y el 18 de abril de 2009  en Buenos Aires, Argentina. y es organizado por la Federación Panamericana de Balonmano Este campeonato entregó dos plazas para el Campeonato Mundial de Balonmano Masculino Junior de 2009.

## Grupo Único
| Equipo      | PTS | J | G | E | P | GF  | GC  | DG  |
| ----------- | --- | - | - | - | - | --- | --- | --- |
| Argentina   | 10  | 5 | 5 | 0 | 0 | 166 | 81  | +85 |
| Brasil      | 8   | 5 | 4 | 0 | 1 | 173 | 113 | +60 |
| Groenlandia | 6   | 5 | 3 | 0 | 2 | 145 | 156 | -11 |
| Chile       | 4   | 5 | 2 | 0 | 3 | 147 | 149 | -2  |
| Uruguay     | 2   | 5 | 1 | 0 | 4 | 103 | 158 | -55 |
| México      | 0   | 5 | 0 | 0 | 5 | 119 | 196 | -77 |

### Resultados
| Fecha      | Hora  | Partido³    | Partido³ | Partido³    | Resultado |
| ---------- | ----- | ----------- | -------- | ----------- | --------- |
| 14.04.2009 | 15:00 | Chile       | -        | México      | 35-26     |
| 14.04.2009 | 17:00 | Brasil      | -        | Groenlandia | 36-29     |
| 14.04.2009 | 19:00 | Argentina   | -        | Uruguay     | 31-12     |
| 15.04.2009 | 15:00 | Uruguay     | -        | Brasil      | 14-37     |
| 15.04.2009 | 17:00 | Groenlandia | -        | Chile       | 28-27     |
| 15.04.2009 | 19:00 | Argentina   | -        | México      | 47-17     |
| 16.04.2009 | 15:00 | Uruguay     | -        | México      | 23-22     |
| 16.04.2009 | 17:00 | Brasil      | -        | Chile       | 36-26     |
| 16.04.2009 | 19:00 | Argentina   | -        | Groenlandia | 34-14     |
| 17.04.2009 | 15:00 | Groenlandia | -        | Uruguay     | 33-28     |
| 17.04.2009 | 17:00 | Brasil      | -        | México      | 50-23     |
| 17.04.2009 | 19:00 | Argentina   | -        | Chile       | 33-24     |
| 18.04.2009 | 14:00 | México      | -        | Groenlandia | 31-41     |
| 18.04.2009 | 16:00 | Chile       | -        | Uruguay     | 35-26     |
| 18.04.2009 | 18:00 | Argentina   | -        | Brasil      | 21-14     |

| Argentina           |
| Campeón             |
| Argentina 5° título |

### Clasificación general
| Argentina   |
| Brasil      |
| Groenlandia |
| 4. Chile    |
| 5. Uruguay  |
| 6. México   |

## Clasificados al Mundial 2009
| Bandera de Argentina | Bandera de Brasil |
| Argentina            | Brasil            |
| -------------------- | ----------------- |